# Пиетро III Кандиано
Пиетро III Кандиано (на италиански: Pietro III Candiano) е двадесет и първи дож на Венецианската република. Управлява от 942 г. до смъртта си през 959 г.
Пиетро Кандиано е трети син на дожа Пиетро II Кандиано и внук на друг дож — Пиетро I Кандиано.
През 944 г. той налага морска блокада на Аквилея, за да подкрепи Градо. Организира и две експедиции срещу пиратските набези на неретляните, които нападат из Адриатика. Подобно на много от предшествениците си преговаря с краля на Италия (по това време това е Беренгар II) за търговски привилегии за Венеция и ги получава.

## Семейство
Пиетро III Кандиано се жени за Аркиелда или Рикиелда (Archielda/Richielda), която вероятно е дъщеря на някоя от отвлечените през 887 г. неретлянки по време на военната кампания на Пиетро I Кандиано. Бракът с нея не му носи богата зестра или социално положение, но тя му ражда четири или пет деца. Най-големият му син, който носи неговото име - Пиетро IV Кандиано, е назначен за съ-дож, но си навлича неприязънта и недоволството на населението до такава степен, че се налага Пиетро Кандиано да използва целия си авторитет, за да се застъпи за него и да го спаси от смърт. Синът му отървава убийството, но е изпратен в изгнание и намира убежище при крал Беренгар II. По-късно той все пак става дож. Вторият му син Витале Кандиано също става дож през 978 г.